# Laguna del Trueno
La laguna del Trueno, ou laguna Piusbí, est un lac situé en Colombie, dans le département de Nariño.

## Géographie
La laguna del Trueno s'étend sur 4 km2 dans la municipalité de Magüi Payán. Elle se vide par le río Piusbí, un affluent du río Patía. 